# Grimentz

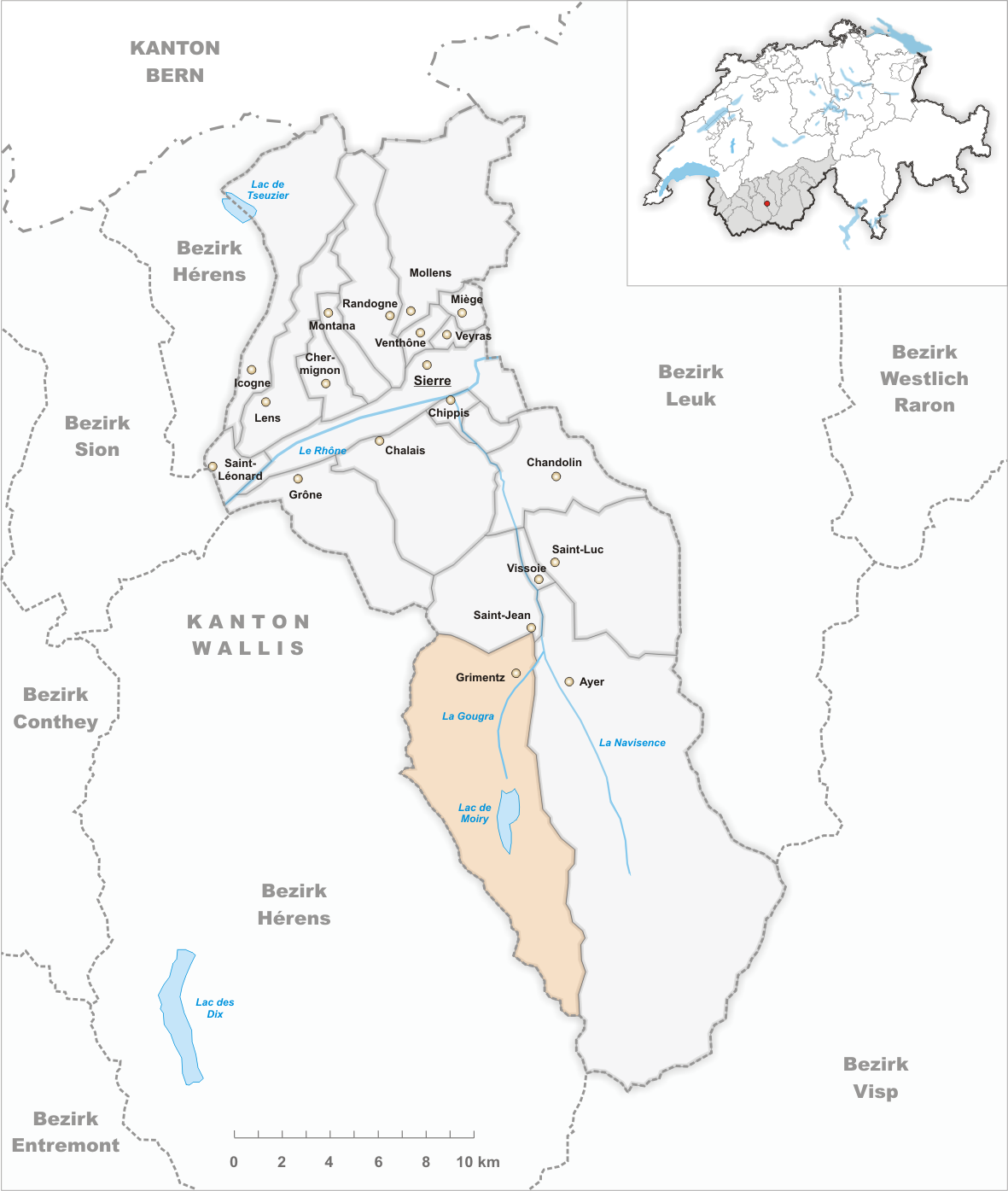
Gemeindestand vor der Fusion am 1. Januar 2009

Grimentz ist eine Pfarrgemeinde des Dekanats Siders sowie eine Burgergemeinde mit einem Burgerrat im Bezirk Siders und ein Ferienort im französischsprachigen Val d’Anniviers des Kantons Wallis in der Schweiz. Grimentz liegt auf einer Höhe von 1553 m ü. M. und ist seit 2009 Teil der politischen Gemeinde Anniviers.

## Geographie

Luftbild (1970)

Der Ort liegt auf einer nach Südosten gerichteten Sonnenterrasse am linken Ufer des Flusses Gougra. Die Terrasse entstand als Moränenablagerung des Glacier de Moiry. Der südöstlich des Dorfes steil aufsteigende Corne de Sorebois teilt das Val d’Anniviers in die Täler von Zinal und Moiry. Über dem Ort erheben sich der Roc d’Orzival, Becs de Bosson sowie der Sex de Marinda. Der Corne de Sorebois trennt Grimentz vom Ferienort Zinal.

## Bevölkerung
| Bevölkerungsentwicklung | Bevölkerungsentwicklung | Bevölkerungsentwicklung | Bevölkerungsentwicklung | Bevölkerungsentwicklung | Bevölkerungsentwicklung | Bevölkerungsentwicklung |
| ----------------------- | ----------------------- | ----------------------- | ----------------------- | ----------------------- | ----------------------- | ----------------------- |
| Jahr                    | 1850                    | 1900                    | 1950                    | 1980                    | 2000                    | 2007                    |
| Einwohner               | 230                     | 249                     | 191                     | 271                     | 404                     | 475                     |

## Verkehr
Die Strasse nach Grimentz wurde erst in den 1950er Jahren für den Bau des Stausees Lac de Moiry gebaut. Durch die regelmässigen Postautokurse via Vissoie zum Bahnhof Siders ist Grimentz an das Netz des öffentlichen Verkehrs der Schweiz angeschlossen. Es bestehen ausserdem Direktkurse von Zinal über Grimentz zum Stausee Moiry.

## Geschichte

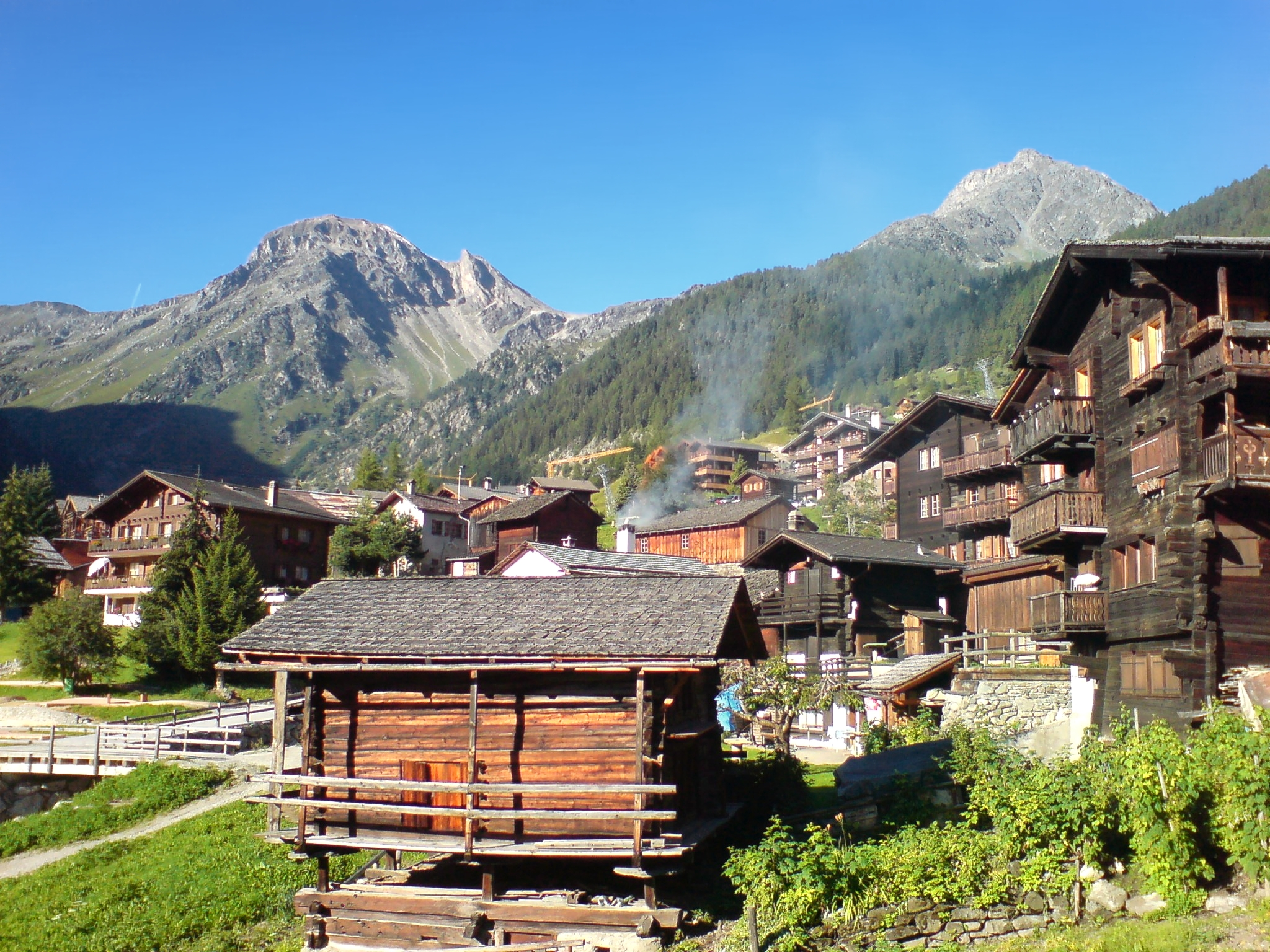
Grimentz mit Sex de Marinda im Hintergrund links.

Südwestlich des Dorfes am Ufer der Gougra liegt eine Lichtung, auf der die 16 megalithischen Schalensteine von Grimentz liegen. Die Bedeutung der Schalensteine ist unbekannt.
Im 11. Jahrhundert wurde der Ort Grimiens oder auf Deutsch Grimensi genannt. Er stand, wie das ganze Val d’Anniviers, unter der kirchlichen Hoheit des Bischofs von Sitten. Die weltliche Gewalt übten die Grafen von Granges, später die Familie d’Anniviers (1200–1360) und die Herren von Raron (1381 bis Ende 15. Jh.) aus. Grimentz war das erste Dorf im Tal, das bereits 1243 sich als Gemeinde konstituierte. Zusammen mit dem Nachbarort Saint-Jean bildete Grimentz im 14. Jahrhundert ein sogenanntes Viertel des Val d’Anniviers.
1798 marschierte Napoleon mit seiner französischen Armee im Wallis ein. Die Gemeinden im Val d’Anniviers wurden neu gegliedert. Aus den Vierteln entstanden Drittel, aus dem Drittel von Grimentz zwei halbe Drittel (demi-tiers), nämlich Saint-Jean und Grimentz. Letzteres umfasste Grimentz und Vissoie. Diese Zwangsfusion führte zu einem Streit, der über 100 Jahre dauern sollte. Ein erster Prozess zwischen 1814 und 1824 bestätigte den Status quo. Der zweite Prozess zwischen 1897 und 1914 führte schliesslich zur Verselbständigung von Vissoie. In kirchlichen Angelegenheiten unterstand Grimentz bis 1798 der Pfarrei Anniviers. Die Kirche stand in Vissoie. Ab 1825 war Grimentz ein Rektorat und wurde erst 1933 eine eigene Pfarrei. 1830 wurde eine eigene Kirche im Dorf errichtet und 1951 durch einen Neubau ersetzt.
Im Jahr 1850 lebten 230 Einwohner in Grimentz, 1900 249, 1950 noch 191, 1980 271 und 2000 wieder 404.
Die Haupteinnahmequelle der Bevölkerung war bis ins 20. Jahrhundert die Berglandwirtschaft. Die Eringerkühe wurden auf den Alpen Avoin, Moiry und Torrent gesömmert. Als die Schweiz im Zweiten Weltkrieg darauf angewiesen war, wurde ein sonst unrentables Kupfervorkommen in der Grube Baicoulliou abgebaut.
1957 wurde oberhalb des Dorfes auf der Alp Moiry mit dem Bau des Stausees Lac de Moiry begonnen. Der Mauerbau brachte Arbeit ins Dorf.
In den 1960er und 1970er Jahren nahm der Tourismus durch den Bau der Seilbahn auf die Alp Bendolla und dem Bau mehrerer Skilifte stark an Bedeutung zu. In der Folge wurden zahlreiche Apartmenthäuser und Chalets rund um den alten Dorfkern gebaut. Im Jahr 2000 waren zwei Drittel der Erwerbstätigen im Dienstleistungssektor beschäftigt.
Grimentz war bis zum 31. Dezember 2008 eine eigenständige politische Gemeinde. Danach fusionierte die Gemeinde mit 5 weiteren Gemeinden im Val d’Anniviers  (Ayer, Chandolin, Saint-Jean, Saint-Luc, Vissoie) zur neuen Gemeinde Anniviers.

## Tourismus und Sehenswürdigkeiten
Sehenswert ist der gut erhaltene, autofreie Ortskern von Grimentz mit zahlreichen für die Region typischen, sonnenverbrannten historischen Holzhäusern mit den feurig roten Geranien vor den Fenstern. Das 1550 errichtete Burgerhaus blieb bis 1904 in den Händen der Gemeinde und ist noch heute das Zentrum des Dorfes.
Fünf Hotels sowie zahlreiche Ferienwohnungen und Chalets stehen den Touristen als Unterkunft zur Verfügung. Grimentz bietet ausserdem  im Sommer wie im Winter eine moderne Infrastruktur mit Restaurants, Einkaufsmöglichkeiten und Sportangeboten.

### Sommer
Über 200 km Wanderwege  sind in der Umgebung von Grimentz markiert, darunter auch die beiden Passwanderungen über den Col de Torrent und den Pas de Lona ins benachbarte Val d’Hérens sowie Wanderungen zu den Seen Lac de Moiry, Lac de Lona sowie Lac des Autannes. Der Übergang über den Corne de Sorebois führt zum benachbarten Bergdorf Zinal.
Die nationale Route Nr. 6 Alpenpässe-Weg von SchweizMobil führt vom Turtmanntal über den Meidpass nach Zinal und weiter zum Lac de Moiry und über den Col de Torrent ins Val d’Hérens.
Mehr als 100 km Mountainbikestrecken sind markiert. Darunter auch die Strecke Nr. 43 Valais Alpine Bike von Mountainbikeland Schweiz. Grimentz ist zudem das Ziel des Mountainbike-Marathons Grand Raid Cristalp.

### Winter
Das Skigebiet von Grimentz liegt östlich von Roc d’Orzival  und  Becs de Bosson und umfasst ca. 50 km Pisten. Der höchste Punkt liegt auf 2874 m ü. M. Die Hauptpisten werden künstlich beschneit. Den Skifahrern stehen nebst der Gondelbahn auf  Bendolla drei Sessellifte und 7 Skilifte zur Verfügung.
Seit dem Spätherbst 2013 führt eine Luftseilbahn mit einer Gondel-Kapazität von 125 Personen von der Talstation in Grimentz ins Skigebiet von Zinal. Somit sind die beiden Skigebiete miteinander verbunden. Es besteht eine Skiarena mit ca. 120 km Pistenlänge, 2 Luftseilbahnen, 1 Gondelbahn, 5 Sesselliften und 11 Skiliften. Das Skigebiet Grimentz-Zinal gehört seitdem zu den 10 grössten  im Kanton Wallis. Auf Bendolla werden im Winter insgesamt 17 km Langlaufloipen gespurt.

## Literatur

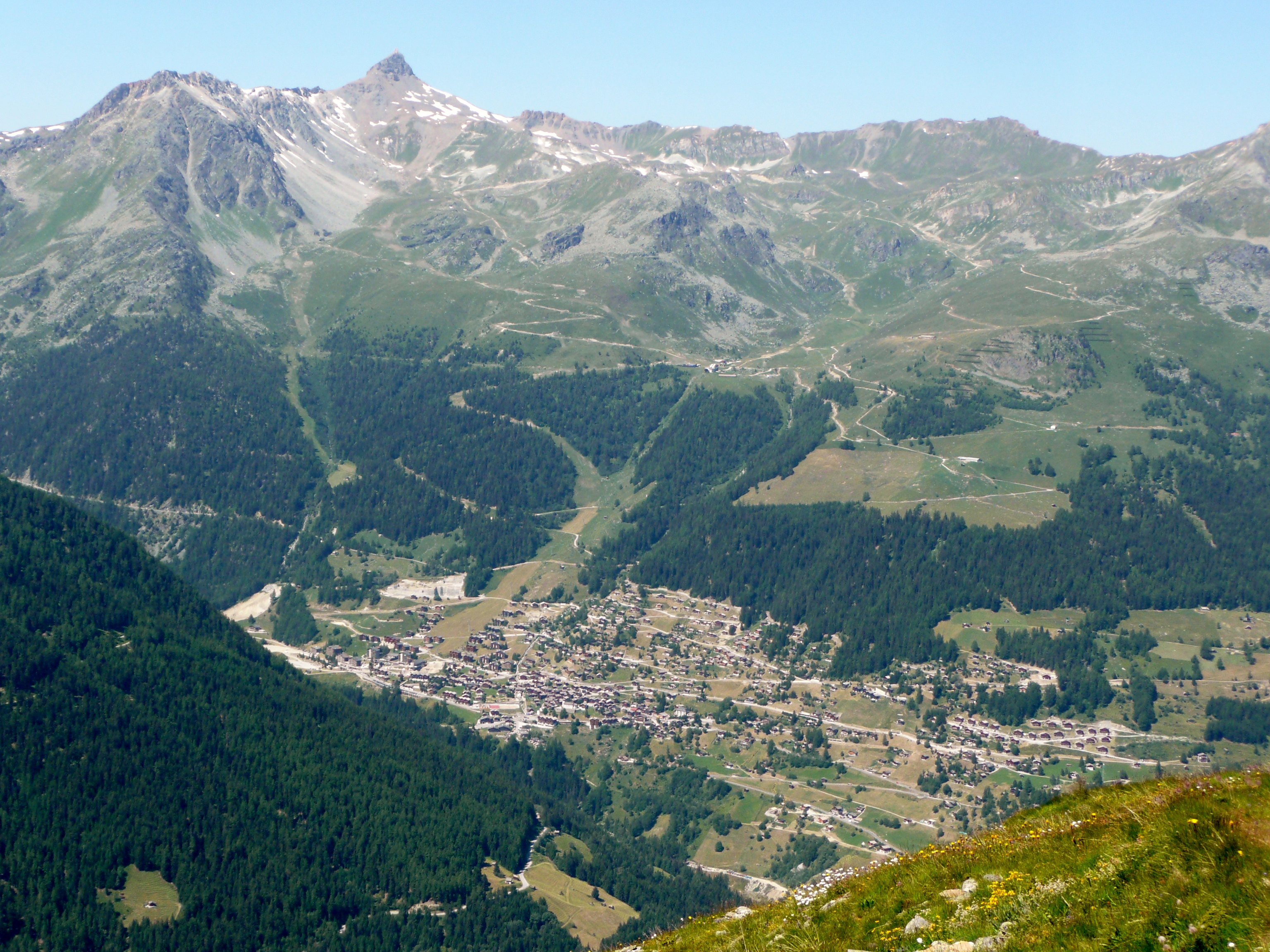
Blick auf Grimentz mit der Mittelstation Bendolla sowie Roc d’Orzival (ganz rechts) und Becs de Bosson (links).
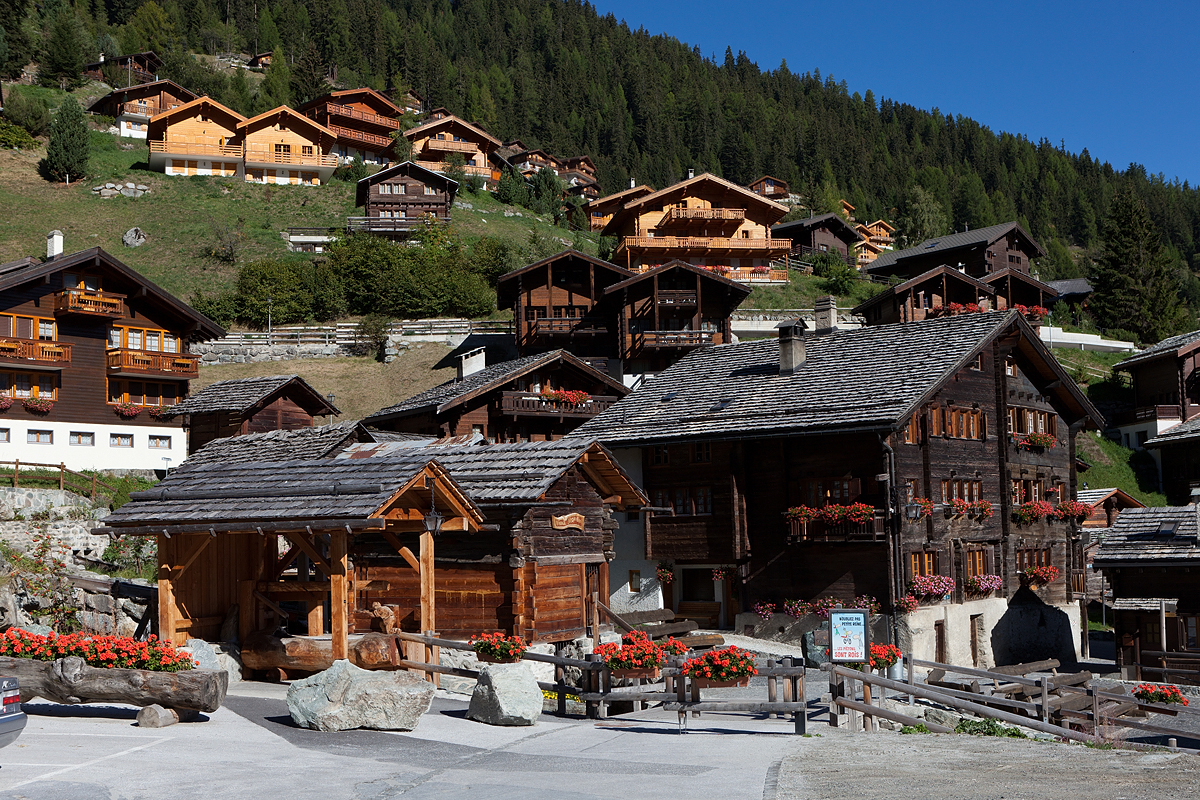
Grimentz
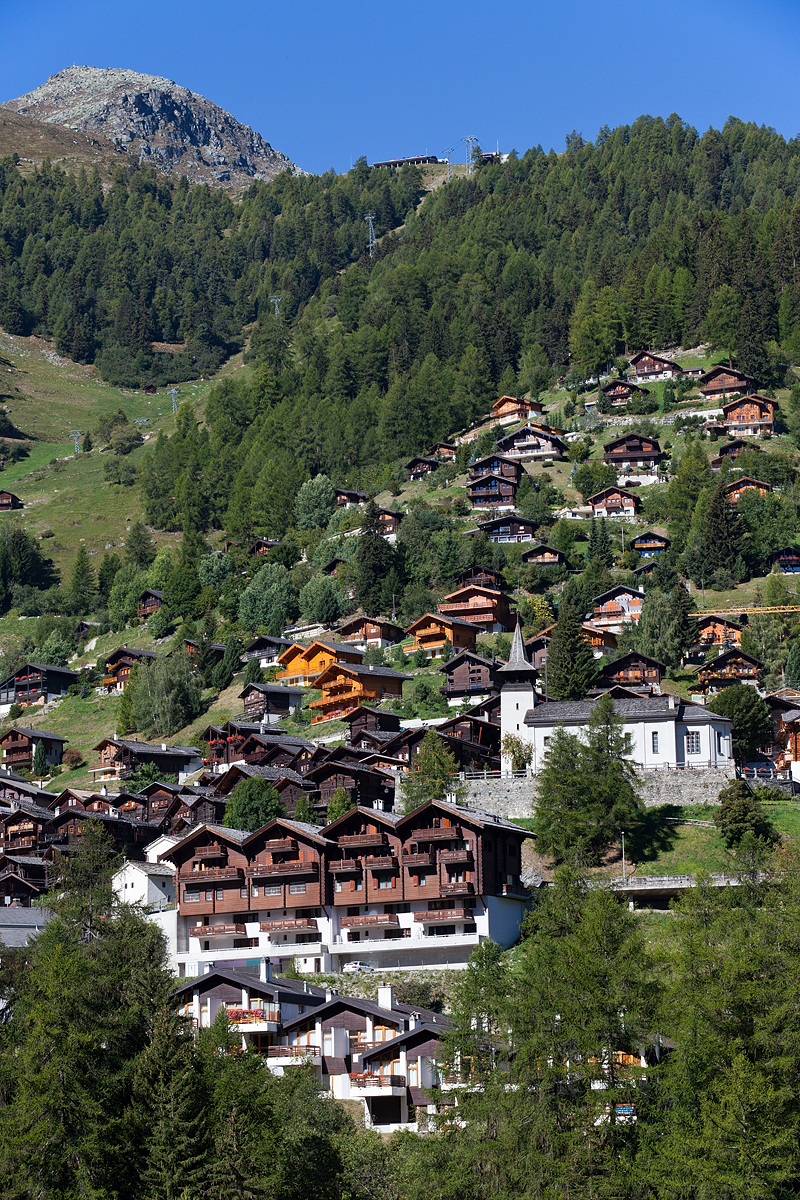
Grimentz
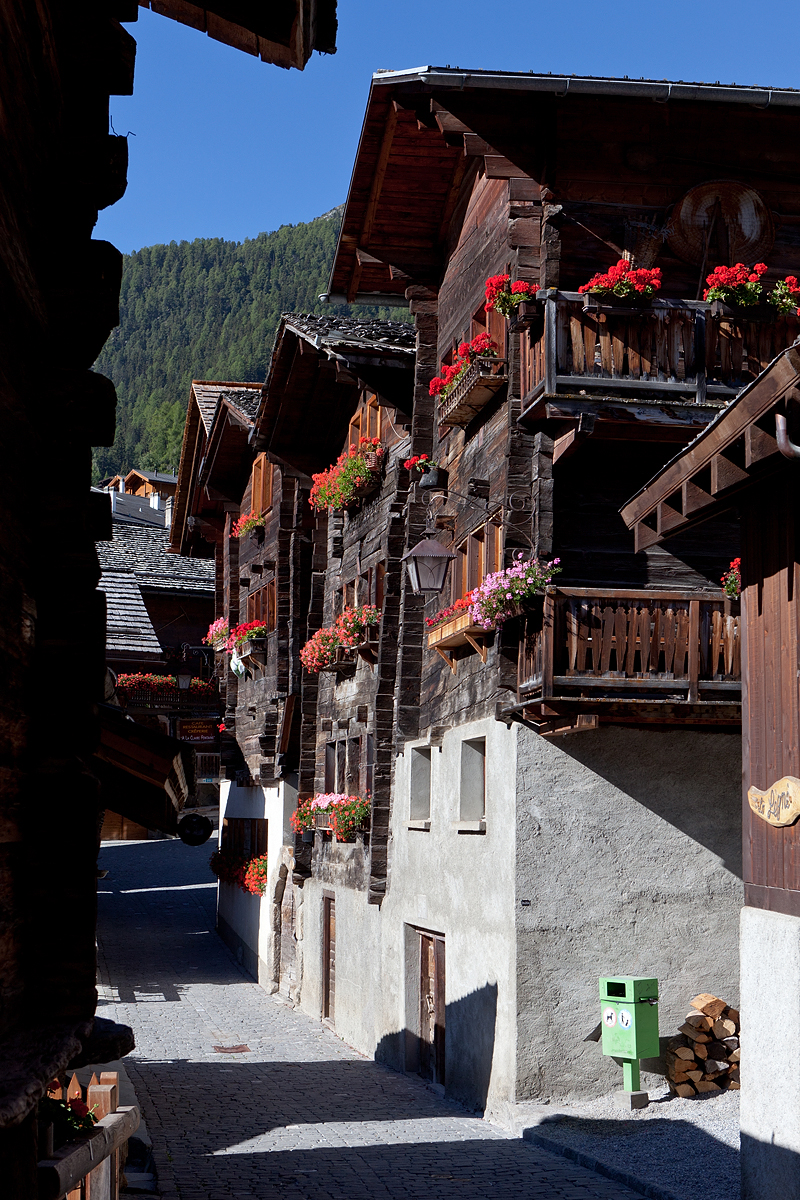
Rue de la Laiterie
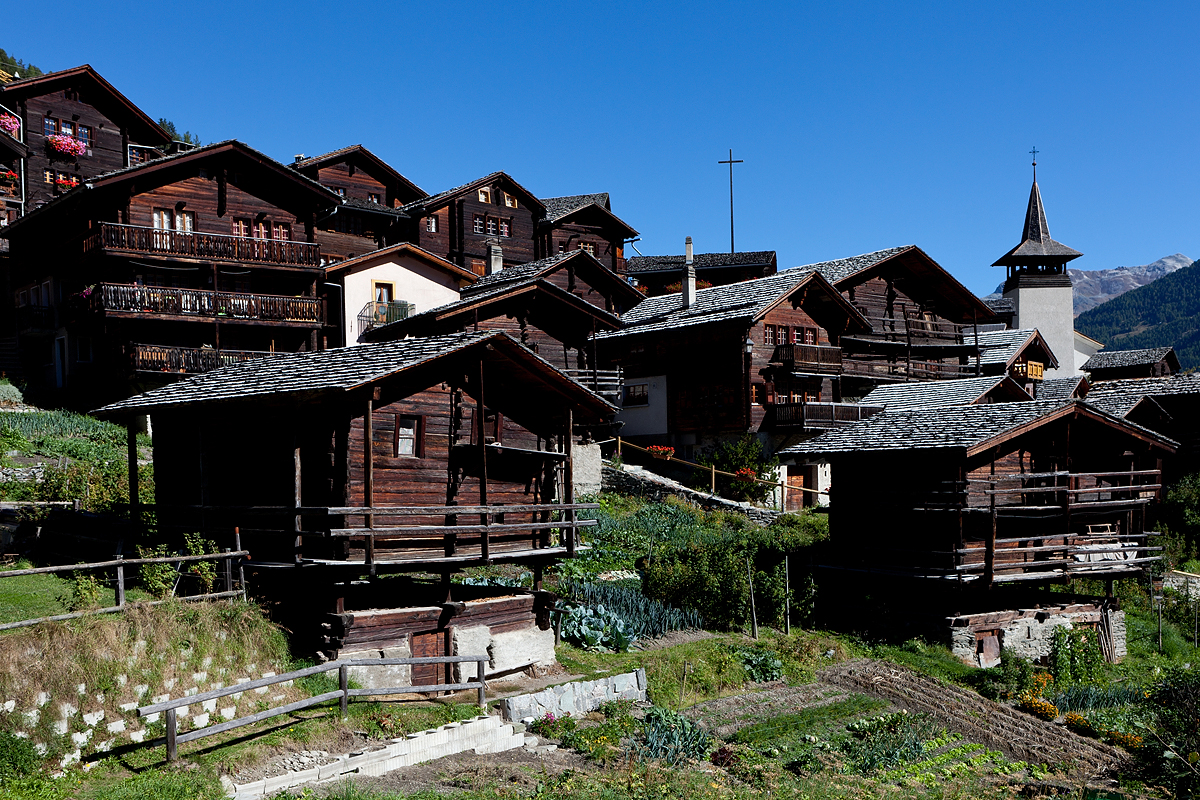
Der alte Dorfteil
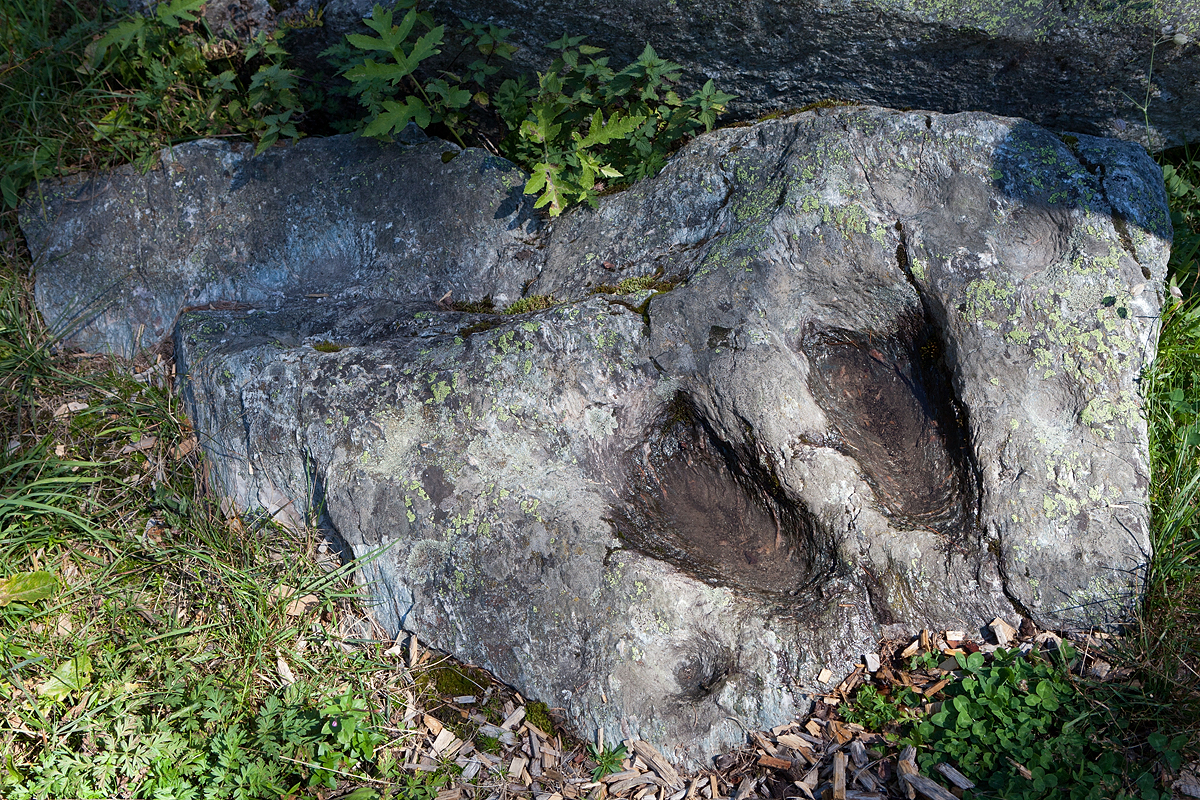
Pierre à cupules (Kulturgüterschutz)
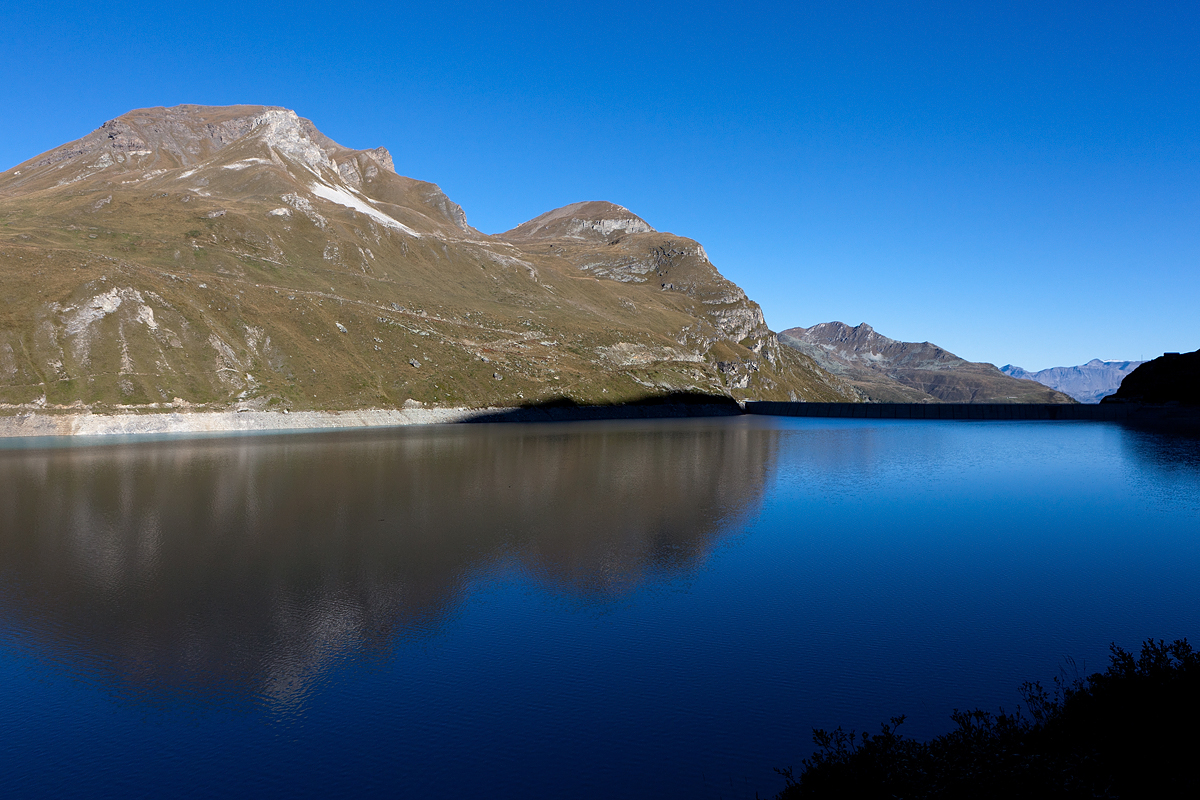
Lac de Moiry

## Burgerkeller
Der Burgerkeller in Grimentz, der unterhalb des Moirygletschers auf über 1 550 m. ü. M. liegt, baut mit 4 200 Liter die grösste Menge des bekannten Walliser Gletscherweines aus.